# Comarca de Vitigudino
La comarca de Vitigudino (a veces llamada Las Arribes por englobar la zona así conocida) se sitúa al noroeste de la provincia de Salamanca, en la Comunidad Autónoma de Castilla y León, España. Sus límites no se corresponden con una división administrativa, sino con una demarcación histórica y agraria. Está compuesta por las subcomarcas de El Abadengo, La Ramajería, La Ribera (Las Arribes) y la Tierra de Vitigudino.
El oeste forma parte del parque natural de Arribes del Duero, que toma su nombre de las arribes, los famosos bancales del Duero. El tirón turístico de la denominación «Arribes» ha hecho que algunas publicaciones renombren la comarca de Vitigudino como comarca de Las Arribes aunque Las Arribes es la subcomarca de La Ribera. Este nombre se ha extendido a otros ámbitos haciendo que gran parte de la sociedad no conozca la diferencia, así por ejemplo, el portal de noticias más destacado de la comarca de Vitigudino se titula Las Arribes al Día.

## Geografía

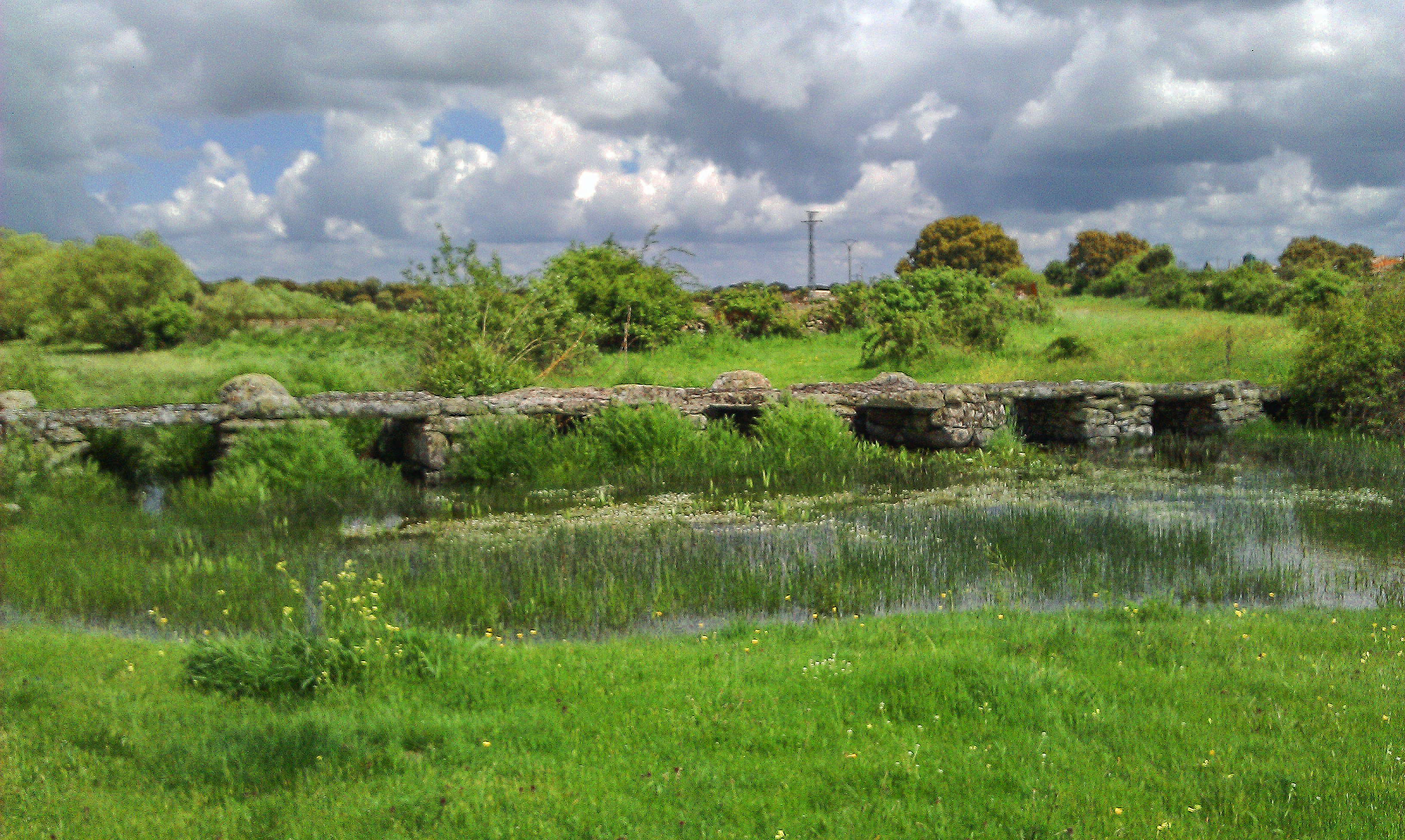
Las puentes y las riveras, muy características de La Ramajería

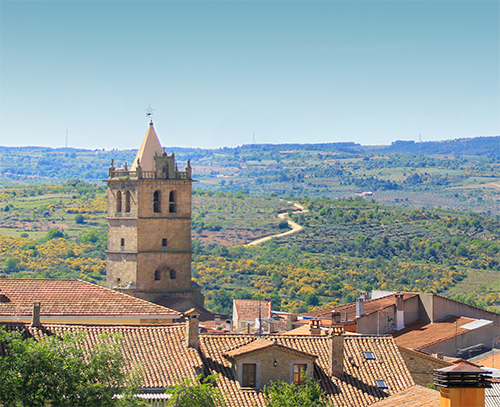
La villa de Aldeadávila de la Ribera, capital de La Ribera (Las Arribes)

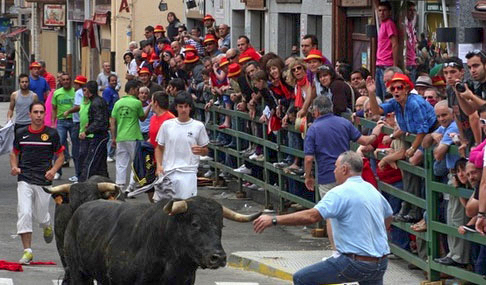
Encierros en la localidad de Vitigudino, la capital comarcal

La geografía de la comarca de Vitigudino es muy diversa. La zona oeste se caracteriza por las arribes, unos inmensos cañones por los que discurren los ríos Duero, Águeda, Huebra, Tormes y el río de las Uces. Las más profundas son las del Duero en su parte central, las de la comarca de La Ribera, que se van suavizando en su tramo final, al entrar en El Abadengo. El paisaje de las comarcas de La Ramajería y la Tierra de Vitigudino se caracteriza por las numerosas cortinas, puentes, riveras y regatos de sus tierras, paisaje característico también de las otras comarcas, pero aquí tal vez con mayor protagonismo. El Abadengo, comarca algo menos lluviosa que el resto, posee una vegetación más dispersa, por lo que presenta prados más extensos donde pueden verse mucha ganadería, un paisaje perfectamente identificable como Campo Charro.
Los asturleoneses que se instalaron en la comarca tras la reconquista, lo hicieron siguiendo el modelo repoblador gallego, es decir, fueron estableciendo muchas aldeas de pequeño tamaño y muy próximas entre sí, lo que a la larga hizo económicamente insostenibles muchas de ellas, que terminaron agotándose. Sin embargo, hoy en día, y aunque muchas de las aldeas desaparecieron, esta disposición de las poblaciones es todavía muy visible en La Ramajería, que se compone de muchas localidades, algunas de ellas ni siquiera llegan a los 100 habitantes reales en invierno y otras ni siquiera cuentan con tiendas o bares. No ocurre lo mismo en La Ribera (Las Arribes) y El Abadengo, donde los pueblos son bastante más recios y están algo mejor dotados. Como localidades importantes destacan las capitales de las subcomarcas, Aldeadávila de la Ribera, en La Ribera (Las Arribes) y Lumbrales, en el El Abadengo, que se unen a Vitigudino en su papel de centros neurálgicos.

### Demarcación
Comprende los municipios de las subcomarcas de El Abadengo, La Ramajería, La Ribera (Las Arribes) y la Tierra de Vitigudino. Hacen un total de 56.
- El Abadengo está formado por los siguientes 14 municipios: Ahigal de los Aceiteros, Bañobárez, Bermellar, Bogajo, Cerralbo, Fuenteliante, La Fregeneda, Hinojosa de Duero, Lumbrales, Olmedo de Camaces, La Redonda, San Felices de los Gallegos, Sobradillo y Villavieja de Yeltes.[6]

- La Ribera (Las Arribes) se compone de 7 municipios: Aldeadávila, Masueco, Mieza, Pereña, Saucelle, Villarino y Vilvestre.[4]

- La Ramajería cuenta con los siguientes 23 municipios: Ahigal de Villarino, Almendra, Barceo, Barruecopardo, Brincones, Cabeza del Caballo, Cerezal de Peñahorcada, El Manzano, El Milano, Encinasola de los Comendadores, Guadramiro, Iruelos, La Peña, La Vídola, La Zarza de Pumareda, Puertas, Saldeana, Sanchón de la Ribera, Trabanca, Valderrodrigo, Valsalabroso, Villar de Samaniego y Villasbuenas.[6]

- La Tierra de Vitigudino (también conocida como Campo de Vitigudino) se compone de 12 municipios: Cipérez, El Cubo, Espadaña, Moronta, Peralejos de Abajo, Peralejos de Arriba, Pozos de Hinojo, Villar de Peralonso, Villares de Yeltes, Villarmuerto, Vitigudino y Yecla.[1][6][5]

La villa de Vitigudino es el centro neurálgico o capital de todo el territorio. Aldeadávila lo es de La Ribera y Lumbrales de El Abadengo.
Limita con Portugal al oeste, con la provincia de Zamora al norte, con la Tierra de Ledesma al este, con la Comarca de Ciudad Rodrigo al sur y con el Campo de Salamanca al sureste.
| Noroeste: Portugal | Norte: Portugal                | Nordeste: Sayago (Zamora)   |
| Oeste: Portugal    |                                | Este: Tierra de Ledesma     |
| Suroeste: Portugal | Sur: Comarca de Ciudad Rodrigo | Sureste: Campo de Salamanca |

## Historia

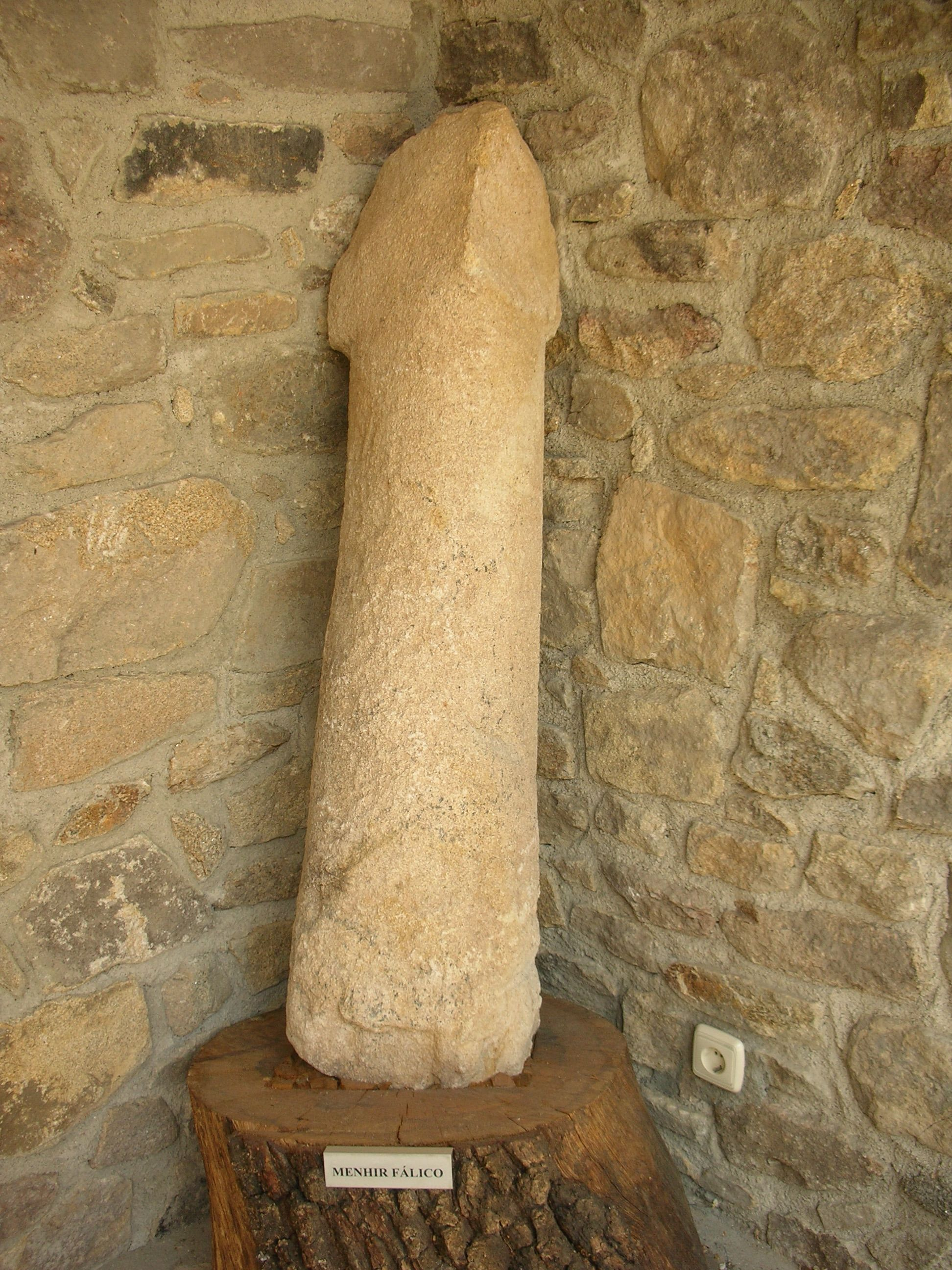
Menhir fálico en el Museo de Vilvestre

### Prehistoria
Los orígenes poblacionales de la comarca se remontan a la prehistoria, hecho que corroboran los dólmenes de Sahelicejos en Villar de Peralonso y de La Mata Baja en Valsalabroso, el menhir fálico y las pinturas rupestres del yacimiento arqueológico del Castillo de Vilvestre, o las hachas pulimentadas y pinturas rupestres encontradas en la zona del Agua Santa en Saucelle.
Asimismo, cabe destacar ya en época vetona la existencia de varios castros vetones en la comarca, como el de Yecla de Yeltes, el de El Castillo en Saldeana, o el de Las Merchanas en Lumbrales entre otros.
Posteriormente, ya en época romana, en el castro de Yecla se atestigua la continuidad de poblamiento humano bajo el dominio del Imperio Romano, del que habría otros restos en la zona como la calzada romana de los Mártires, en El Cubo de Don Sancho, o las numerosas inscripciones y estelas funerarias encontradas en municipios como Guadramiro, Barruecopardo o Las Uces.

### Edad Media

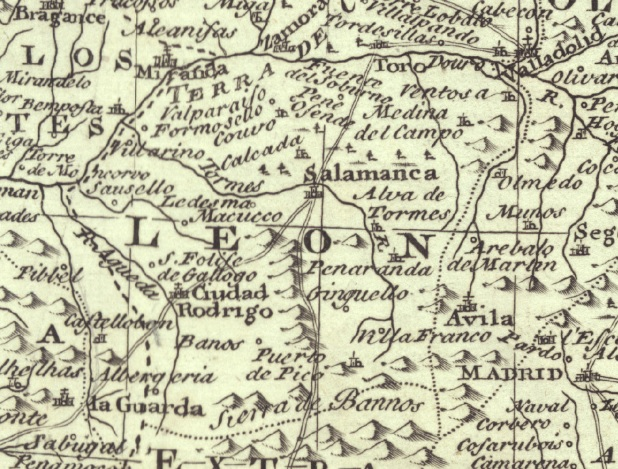
Detalle del mapa A new & accurate map of Spain and Portugal, realizado en 1780 por Eman Bowen, en el que pueden observarse San Felices de los Gallegos, Villarino y Saucelle

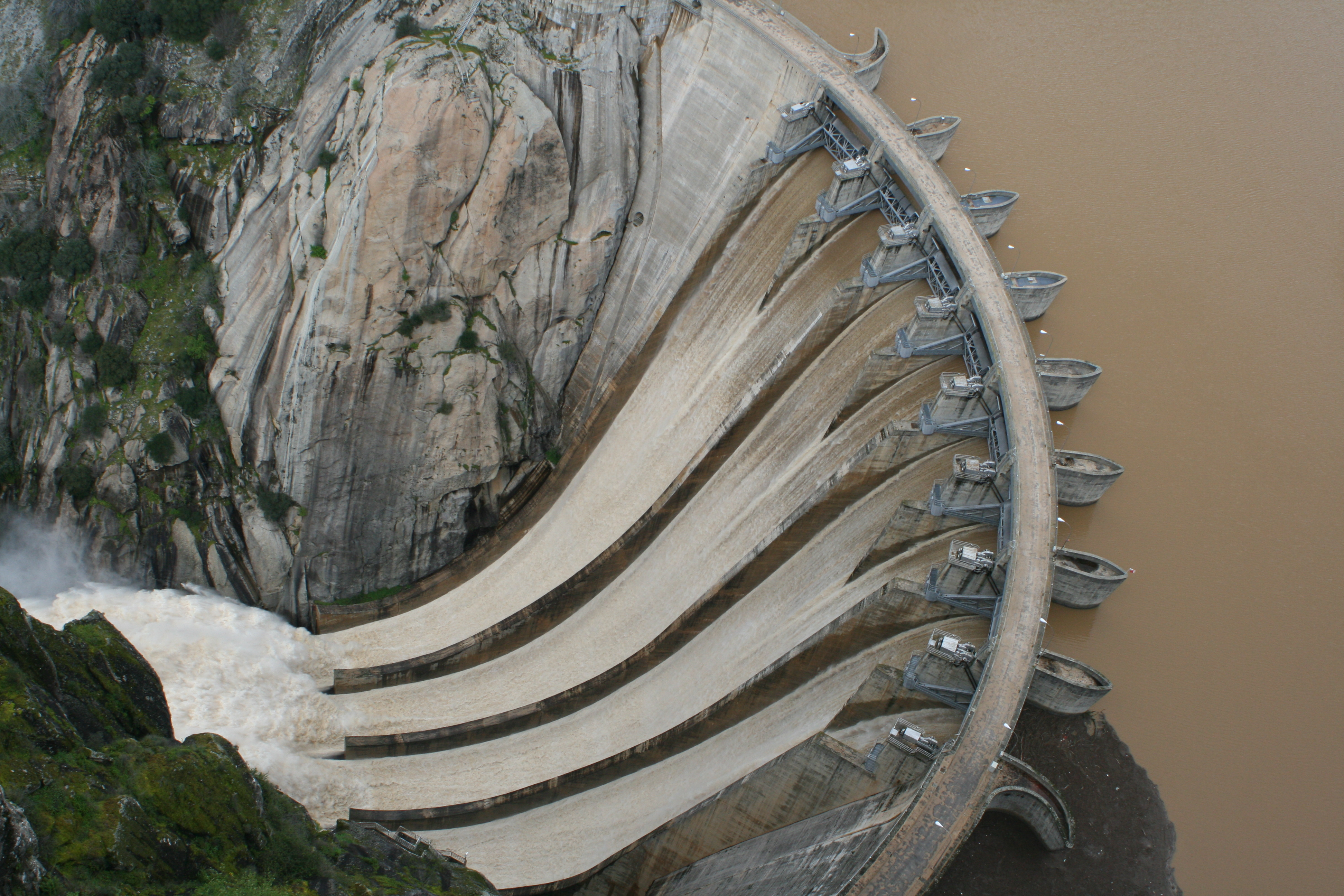
La presa de Aldeadávila fue inaugurada en 1964

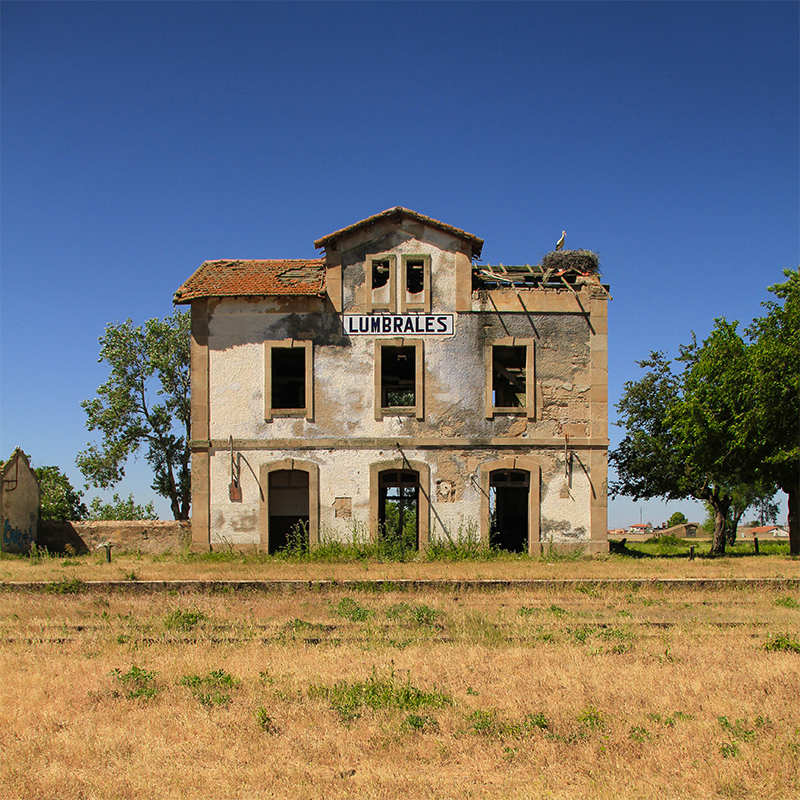
Antigua estación de tren de Lumbrales, la capital de El Abadengo. Pertenecía a la Línea La Fuente de San Esteban-Barca de Alba

No obstante, pese a haberse atestiguado la presencia humana en la comarca antes de época medieval, la fundación de la mayoría de las actuales localidades de la comarca se remonta a la repoblación efectuada por los reyes de León en la Edad Media. Así, la época clave para el actual sistema de poblamiento se da en la Alta Edad Media, dándose una primera fase bajo el reinado de Ramiro II de León, cuando son repobladas algunas localidades como Guadramiro o Moronta, y otra segunda y principal fase de la mano de Fernando II de León, en el siglo XII, que creó además el señorío de Barruecopardo en 1177, cediendo asimismo El Abadengo a la Orden del Temple, que mantuvo su dominio sobre dicha comarca hasta su disolución en 1311.
Asimismo, bajo el reinado de Alfonso IX de León, varias localidades de la comarca pasaron a formar parte de la Orden de Santiago, quedando encuadradas en la diócesis de León de Santiago, que comprendía los territorios leoneses de la Orden. Con su disolución dichas localidades pasan a formar parte de la Diócesis de Ciudad Rodrigo, hecho del que se deriva que actualmente en La Ramajería haya unos pueblos pertenecientes a ésta y otros a la de Salamanca, aunque puedan estar más o menos cerca de una u otra ciudad. 
Por otro lado, la comarca pasó a ser fronteriza en 1143, tras la independencia del Condado Portucalense del Reino de León, lo que motivó que los monarcas leoneses erigieran varios castillos en la zona en Vilvestre, Mieza, Aldeadávila, Masueco, Pereña, o Barruecopardo, de cara a defender la frontera leonesa de posibles ataques portugueses. El hecho fronterizo cobró más importancia en la zona con la pérdida de la región del Ribacoa por parte de León en el Tratado de Alcañices de 1297, que convirtió todo el extremo occidental del Abadengo en territorio fronterizo, ya que hasta entonces la frontera luso-leonesa se situaba en el río Coa, siendo la única excepción San Felices de los Gallegos, que pasó al reino de Portugal en dicho tratado, retornando de nuevo a la soberanía leonesa en 1327. Debido a este desplazamiento de la frontera se erigieron en el Abadengo nuevas fortificaciones, como las de San Felices de los Gallegos y Sobradillo.
Más tarde, en el siglo XV, la comarca se vio dividida entre los partidarios de Juana la Beltraneja e Isabel la Católica en la guerra civil abierta entre ambas por los tronos de León y de Castilla, habiendo apoyado localidades como Vilvestre o San Felices de los Gallegos el bando juanista, y Vitigudino el isabelino, teniendo lugar en 1476 la Batalla de San Antón.

### Edad Moderna
En la Edad Moderna, a excepción del Abadengo, el resto de la comarca se situaba bajo la órbita de Ledesma (a la que había quedado ligada tras la creación de su concejo y la concesión de fuero propio por Fernando II de León en 1161), estando subdividida la jurisdicción ledesmina en seis Rodas en 1500, situándose en la comarca la cabecera de varias de ellas, como las de Villarino (que en 1534 ya se había subdividido, creándose la de Masueco), Mieza o Cipérez, teniendo cada roda derecho a un escribano de número para celebrar escrituras públicas, lo que nos habla ya de una población no solamente pechera.

### Edad Contemporánea
Ya en la Edad Contemporánea, con la creación de las actuales provincias en 1833, la comarca quedó encuadrada en su totalidad en la provincia de Salamanca, dentro de la Región Leonesa.
Finalmente, cabe destacar la construcción de las grandes presas en el río Duero a mediados del siglo XX, en la zona de La Ribera o Arribes. Así, en 1956 se inauguró la presa de Saucelle, siguiendo el mismo camino de la Aldeadávila en 1964 y la de Almendra en 1970 (cuya central eléctrica se sitúa en Villarino), hechos que marcaron un antes y un después para la comarca.

## Cultura
Las notables diferencias geográficas, climáticas, lingüísticas y demográficas entre unas subcomarcas y otras daban como resultado un distinto carácter de sus gentes. Cuenta el profesor Antonio Llorente Maldonado en su libro Estudio sobre el habla de la Ribera: (Comarca salmantina ribereña del Duero) que los pueblos de La Ribera, mucho más grandes que los de La Ramajería, se creían más importantes al resto de los salmantinos, tal vez por tener como vecinos a los atrasadísimos aldeanos ramajeros. La rivalidad entre los pueblos era muy intensa, motivo de bromas y trifulcas, pero no solo entre comarcas, también entre los pueblos de las mismas. Todavía hoy algunas personas, en tono jocoso, tildan de forasteros a los de otros pueblos.
Los ribereños hacían gala de una personalidad mucho más alegre y pendenciera. Probablemente, dice Antonio Llorente, éstos se pareciesen más a los ribereños navarros y riojanos que a los aldeanos del Campo Charro. Debido a las continuas crisis por la que atravesaba la vid, los casos de muertes con violencia estaban a la orden del día, haciendo a los ribereños respetados y temidos por los aldeanos, y es que aunque los pueblos ribereños poseían mejores condiciones de vida, las desigualdades sociales y los conflictos eran mayores, debido a la mayor demografía.
Las desigualdades y rivalidades entre las distintas localidades, hacían de la vida social algo muy familiar, una cosa solo de pueblos o incluso de barrios, poco en contacto con el exterior, lo que permitía, entre otras cosas y junto al analfabetismo, la conservación del habla propia de cada localidad. La comarca de Vitigudino, reconquistada por los asturleoneses, heredó el idioma de éstos y fue dominio del mismo, en mayor o menor grado, hasta el siglo XX. En donde durante más tiempo se conservó fue en la comarca ribereña, con dialecto propio, conocido como habla riberana. La castellanización llegó con la implantación de la escuela. También contribuyeron a ello el comercio, el servicio militar, la emigración y todo lo que hacía posible la relación con el exterior.
En la comarca de Vitigudino es comúnmente conocida la letra de una canción, titulada La montaraza de Grandes, que hace referencia a un crimen ocurrido en 1890, en la localidad de Grandes (actual término municipal de Cipérez). Fue recogida en el Cancionero Salmantino, recopilado por Dámaso Ledesma y publicado por la Diputación de Salamanca en 1907.
| La montaraza de Grandes, que Rosalía se llama, mandó matar al marido, por vivir engorronada. A la montaraza la van a llevar al juez de Ledesma para declarar. A la montaraza la llevan, la llevan y sus pobres hijos llorando se quedan. | La montaraza de Grandes, escribe carta a Pepón que si le mata al marido le regalaba un millón. A la montaraza la llevan, la llevan los guardias civiles por la carretera. A la montaraza la llevan, la llevan y sus pobres hijos llorando se quedan. | Y Ángela la “Lorenzona” la debían de matar porque ella ha sido la causa de matar al montaraz. Y la montaraza pide que la maten que sino se muere de pena en la cárcel. Y a la montaraza la van a llevar a la cárcel nueva de la capital. | La noche que lo mató no dejó de suspirar pensando que estaba muerto y en el teso la ”Pelá”. A la montaraza la van a llevar al juez de Ledesma para declarar. A la montaraza la llevan, la llevan y sus pobres hijos llorando se quedan. | A la montaraza la llevan, la llevan los guardias civiles por la carretera. Y la montaraza pide que la maten que sino se muere de pena en la cárcel. La montaraza de Grandes Cancionero Salmantino Diputación de Salamanca, 1907 |